# Деветашко плато
Деветàшкото плато е плато в Северна България, Средния Предбалкан, области Ловеч, Габрово и Велико Търново.
Деветашкото плато се простира в северната част на Средния Предбалкан, между долините на реките Осъм на севрозапад и Росица на югоизток. На югозапад река Гостинка (десен приток на Осъм), а на юг река Мъгъра (ляв приток на Росица) го отделят съответно от Ловчанските височини и Севлиевските височини. Южно от село Брестово чрез ниска седловина (440 м) се свързва с Ловчанските височини. По северното му подножие преминава условната граница между Средната Дунавска равнина и Средния Предбалкан.
Дължината му от запад на изток е 28 – 30 км, а ширината – до 18 км. Най-високата му точка връх Чуката (555,7 м) се намира в южната му част, на около 600 м североизточно от село Брестово. Средната му надморска височина е 400 – 500 м и е наклонено на север. Северозападните и северните му склонове, обърнати съответно към река Осъм и Дунавската равнина, са стръмни, на места отвесни. Платото е оформено върху долнокредни варовици, които са силно окарстени с въртопи, понори, пропасти, пещери, карстови извори и езера.
Поради карстовия терен почти няма повърхностно течащи реки, а тези които ги има се оттичат на северозапад към Осъм и на югоизток към Росица. От североизточната част на платото извира река Ломя (десен приток на Осъм). Почвите са предимно сиви горски. Отделни части са заети от благуново-церови гори, а голяма част от билните заравнени части са заети от обширни обработваеми земи и пасища.
На Деветашко плато и по неговата периферия са разположени 14 населени места в т.ч. 1 град и 13 села:
- Област Ловеч

- Община Ловеч – Брестово, Гостиня, Деветаки, Йоглав, Смочан, Тепава;
- Община Летница – Горско Сливово, Крушуна, Кърпачево, Чавдарци;

- Област Габрово

- Община Севлиево – Агатово, Крамолин;

- Област Велико Търново

- Община Сухиндол – Коевци, Сухиндол.

В югоизточната част на платото, на протежение от 23,5 км, от село Малки Вършец до град Сухиндол преминава участък от третокласен път № 403 от Държавната пътна мрежа Севлиево – Сухиндол – Павликени.
По проект по северното подножие на платото трябва да се изгради участък от автомагистрала „Хемус“.
В Деветашкото плато се намират едни от най-големите пещерни комплекси в България. Характеризира се с ценно биоразнообразие. Включено е в Националната екологична мрежа „Натура 2000“. Туристическа дестинация с нарастваща популярност. Освен многобройните пещери в Деветашкото плато, районът е с изключително богата природа, посетителите му могат да се запознаят с богатия бит и култура на местното население, да разгледат много културни, исторически и природни забележителности.
Най-популярните туристически дестинации в Деветашкото плато, ежегодно посещавани от хиляди туристи са:
Крушунските водопади – една величествена водна феерия, разкриваща уникалността на природата, образуваща единствената в страната травертинова каскада. Гледката е божествено красива.
Многобройни са пещерите и пропастите в местността. Не всички са проучени и пригодени за обикновения турист, повечето представляват интерес най-вече за пещерняците и местните спелеолози. Най-известна е Деветашката пещера. Има богато минало с доказателства за живот в нея още през Средновековието. Днес е сред трите най-големи местообитания на прилепи в Европа.. Освен Деветашката пещера по северозападната и северната периферия на платото са разположени пещерите Кадена дупка, Калева, Руева, Гурлева, Водната, Чавдарска, Маарата и др.

## Животински свят
През лятото на 1982 г. специалисти от няколко института на Българската академия на науките, заедно с 30 ученици от Математическата гимназия „Гео Милев“ в Плевен провеждат двуседмична (17 – 30.07.1982 г.) комплексна природонаучна експедиция за изучаване на флората и фауната на платото.Събрани са сведения за 64 вида птици, сред които орел змияр (Cicaetus gallicus), черна каня (Milvus migrans), сокол орко (Falco subbuteo), бухал (Bubo bubo) и др. По костни останки от пещерата Горник от палеозоолога проф. Златозар Боев са установени полска яребица (Perdix perdix), колхидски фазан (Phasianus colchicus), обикновен скорец (Strurnus vulgaris), чавка (Corvus monedula) и домашна кокошка (Gallus gallus f. domestica). В Бръшлянската пещера той у намерил останки от червенушка (Pyrrhula pyrrhula) и обикновен скорец (Sturnus vulgaris). Всички находки са датирани широко и са с възраст „самия край на плейстоцена – късен холоцен“

## Топографска карта
- Лист от карта K-35-26. Мащаб: 1 : 100 000.
- Лист от карта K-35-27. Мащаб: 1 : 100 000.